# Трудовая этика
Трудовая этика — совокупность моральных установок, регулирующих поведение людей в сфере труда. Интерес к трудовой этике впервые выразил Макс Вебер в своем сочинении Протестантская этика и дух капитализма, однако имплицитно этически окрашенное восприятие труда как базовой человеческой практики присутствовало во многих мировоззренческих системах. 
В античном мире ценилась созерцательная жизнь (vita contemplativa), тогда как "труд представлялся занятием недостойным свободного гражданина полиса". В то же время были известны божества, которые покровительствовали определенным ремеслам как формам квалифицированного труда (Гефест). 
Библия в буквальном толковании признавала труд некоторым наказанием за грех, которое после спасения будет снято. Адам в раю не трудился, но после грехопадения стал добывать хлеб в поте лица (Быт. 3:19). . 
Однако в средневековье трудолюбие превращается в монашескую добродетель, тогда как лень становится одним из семи смертных грехов. Известно выражение святого Бенедикта Ora et labora ("молись и трудись"). Уже апостол Павел вводит известное изречение: "Кто не работает, тот не ест". Вместе с тем образ Иисуса Христа как основателя христианской религии был далек от трудового идеала. Ко времени Реформации труд продолжал считаться чем-то недостойным, тогда как протестантизм вводит идею призвания как самореализации человека в труде. Так рождается протестантская трудовая этика, где труд не способ добычи средств существования, а смысл жизни. 
В XX веке в протестантских странах произошел отказ от многих моделей традиционного поведения. В авангарде этого отказа стояли хиппи. Современное общество в большей степени ориентировано на консьюмеризм, поэтому в труде акцентируются[кем?] негативные моменты рутинности и подневольности. Имеется тенденция делегировать труд машинам (машинный труд) и превозносить безделие (Поколение сатори, Хикикомори, Поколение ни-ни).